# ألبرت ريس
ألبرت ريس (بالإنجليزية: Albert Rees)‏ هو اقتصادي ورئيس مجلس الإدارة وأستاذ جامعي أمريكي، ولد في 21 أغسطس 1921 في نيويورك في الولايات المتحدة، وتوفي في 5 سبتمبر 1992 في University Medical Center of Princeton at Plainsboro ‏ في الولايات المتحدة.

## وصلات خارجية
- الموقع الرسمي